# 지역발전지원단
지역발전지원단(地域發展支援團)은 지역발전의 효율적 추진을 위한 관련 중요 정책의 원활한 지원을 위해 설립된 대한민국 산업통상자원부 소속기관이다.

## 설립 근거
- 국가균형발전 특별법[1]

## 연혁
- 2004년 4월 1일 산업자원부 소속 국가균형발전지원단
- 2008년 2월 29일 지식경제부 소속 국가균형발전지원단
- 2009년 4월 22일 지식경제부 소속 지역발전지원단으로 개편
- 2013년 3월 22일 산업통상자원부 소속 지역발전지원단

## 주요 업무
- 국가균형발전 관련 법령의 제정·개정 지원에 관한 업무
- 시·도의 시·도 계획 수립·운영 등 지원업무
- 지역발전 관련 국무회의 보고, 국회와의 업무 협조 등에 관한 업무
- 지역발전 교육 및 통계 구축, 연차보고서 작성에 관한 업무
- 지역발전위원회 예산 운영업무
  - 시·도 생활권발전협의회의 운영 등을 지원하는 업무
- 그 밖에 지역발전기획단에 대한 지원업무

## 같이 보기
- 지역발전기획단
- 지역발전연구센터
- 지방자치발전위원회